# Jair Moraes
Jair de Gouveia Moraes (Rio de Janeiro, 30 de outubro de 1946 - Curitiba, 25 de dezembro de 2016) foi um bailarino brasileiro. Figura emblemática, foi bailarino, coreógrafo e diretor, dedicando sua vida inteiramente a arte da dança. 

## Biografia
Oriundo de família militar, enfrentou diversos obstáculos durante sua carreira, um deles foi o preconceito. Foi criado somente por sua mãe e ainda jovem aos 14 anos resolveu partir de sua morada e enfrentar o mundo em busca de seu sonho: se tornar um grande bailarino. 
Conquistou uma vaga de estagiário no Theatro Municipal do Rio de Janeiro, sob a direção de Hector Zaraspe e teve como mestras, grandes nomes da dança como: Tatiana Leskova e Eugênia Feodorova (1925-2007). 
Dançou no corpo de baile do Teatro Guaíra de 1970 a 1972 e foi solista do corpo de baile do Theatro Municipal de São Paulo, em 1972 e 1973. Em 1973 foi para a Europa ficando durante 8 anos no Ballet Gulbenkian, em Lisboa, a convite de Carlos Trincheiras (1937-1993). 
Em 1979, já como primeiro bailarino, tornou-se maître-de-ballet e assistente de ensaiador do Balé Teatro Guaíra (BTG). De 1994 -1996 assumiu a direção do Balé Teatro Guaíra, quando coreografou Canções (1994). Sob sua direção foram produzidas as obras Olhos para o mar (1996), de Henning Paar, Rhapsody in blue (1994), de Ana Mondini, O Mandarim maravilho (1996), de Júlio Mota, Coppellius, o mago (1997), de Márcia Haydée, e Viva Rossini (1996), de Tíndaro Silvano. Dirigiu o grupo Raízes, em Caxias do Sul, de 1983 a 1990. Foi professor por dois anos da escola do Teatro Bolshoi, em Joinville. 
Dançou com grandes estrelas da dança como Ana Botafogo, Nora Esteves, Eliana Caminada e Carla Couto e atuou em diferentes partes do Brasil, como diretor, mestre, coreógrafo e consultor artístico. Conquistou premiações como Revelação do Festival de Nervi (Itália), prêmio de Melhor Bailarino no Festival de Inverno de Cascais (Portugal), Coreógrafo Revelação pelo Festival Internacional de Trujillo (Peru), nomeado Melhor Coreógrafo no Concurso de Coreografia Havana (Cuba).
Em 2009 foi homenageado no 27º Festival de Dança de Joinville por sua trajetória como bailarino, coreógrafo, maître de ballet e no ano de 2014 a São Paulo Companhia de Dança (SPCD), em parceria com o Governo do Estado de São Paulo, fez um documentário sobre sua vida, que faz parte da coleção Figuras da Dança. O filme foi exibido na TV pelo canal Curta!.
Jair Moraes permaneceu na instituição do Balé Teatro Guaíra como Maitre, exercendo as funções de coreógrafo e diretor da Cia. de Dança Masculina Jair Moraes até a sua morte.
Morreu em 25 de dezembro de 2016, aos 70 anos, em decorrência de um infecção pulmonar.